# Alexandru Voevidca
Alexandru Voevidca (n. 27 mai 1862, satul Vaslăuți, Bucovina, Imperiul Austro-Ungar — d. 6 iunie 1931, Cernăuți) a fost un folclorist și muzicolog român, dirijor de cor și orchestră din zona Bucovinei.

## Biografie
Alexandru Voevidca s-a născut la data de 27 mai 1862 în satul Vaslăuți, din apropierea orașului Cernăuți (Imperiul Austro-Ungar). A urmat Școala Normală de învățători din Cernăuți (1877-1881), apoi a studiat muzica cu Anton Kuzela (teorie-solfegii, armonie, dirijat cor) și la Societatea Filarmonică din Cernăuți, cu Adalbert Hrimaly (armonie orchestrație).
A lucrat ca învățător la Suceava, Sinăuții de Jos, Boian, Cozmeni, apoi ca profesor de muzică (1919-1921), traducător de limbi străine (1919-1921), dirijor de cor și orchestră; inspector de muzică în Cernăuți (1923-1927).
Alexandru Voevidca a cules și publicat folclor din Bucovina și Moldova, fiind (după cum îl consideră Liviu Rusu) "primul cercetător obiectiv al cântecului popular din Bucovina". A colaborat cu articole la revistele Izvorașul, Voința Școalei. Este autor de lucrări didactice: "Manual metodic pentru predarea cântului în școalele primare. Partea I"; "Predarea cântecului după auz" (1923). 
A compus muzică de teatru: "Doi morți vii" (vodevil pe un libret de Vasile Alecsandri, după "L'Homme blase" de Duvert și Lausanne (1928); muzică corală: "Poptpuriu național", cor mixt și pian, versuri populare (1922). A publicat mai multe culegeri de folclor: "17 Colinde, cântece de stea și urări de Anul Nou" (1924); "Cântece populare românești" (10 volume), manuscrise, publicate parțial în Matthias Friedwagner: "Rumänische Volkslieder aus der Bukowina. Liebeslieder mit 380 von Alex. Voevidca auggezeichneten Melodien, Würzburg" (1940) etc.
Alexandru Voevidca a decedat la data de 6 iunie 1931 în orașul Cernăuți.